# María (e os demais)
María (e os demais) (em castelhano:  María (y los demás)) é um filme galego-catalão do género comédia dramática, realizado e escrito por Nely Reguera, Valentina Viso, Eduard Solà, Roguer Sogues e Diego Ameixeiras. Ambientado e gravado de maneira integra na Galiza em língua espanhola, o filme foi dobrado em galego e em catalão. Estreou-se a 17 de setembro de 2016 no Festival Internacional de Cinema de San Sebastián e a 7 de dezembro de 2016 na Galiza.

## Enredo
Desde que a sua mãe morreu quando tinha quinze anos, María teve de se dedicar a cuidar do seu pai e dos seus irmãos. De carácter responsável e controlador, sempre foi o alicerce da família. Por isto, quando o seu pai se apaixona de repente pela sua enfermeira e anuncia o seu compromisso iminente, María começa a sentir que a sua vida está a esvaecer-se.

## Elenco
- Bárbara Lennie como María
- José Ángel Egido como Antonio
- Pablo Derqui como Jorge
- Vito Sanz como Toni
- Marina Skell como Cachita
- Julián Villagrán como Dani
- Alexandra Piñeiro como Anne
- Rocío León como Julia
- Aixa Villagrán como Bea
- María Vázquez como Sofía
- Miguel de Lira como Sergio
- Luisa Merelas como Rosario
- Ernesto Chao como Arturo

## Reconhecimentos
| Ano  | Prémios                                            | Categorias                                 | Destinatários e nomeados                                                   | Resultado | Referências |
| ---- | -------------------------------------------------- | ------------------------------------------ | -------------------------------------------------------------------------- | --------- | ----------- |
| 2016 | Prémios Mestre Mateo                               | Melhor filme                               | María (e os demais)                                                        | Venceu    | [ 3 ] [ 4 ] |
| 2016 | Prémios Mestre Mateo                               | Melhor argumento                           | Nely Reguera, Diego Ameixeiras, Eduard Sola, Valentina Viso e Roger Sogues | Venceu    | [ 3 ] [ 4 ] |
| 2016 | Prémios Mestre Mateo                               | Melhor atriz                               | Bárbara Lennie                                                             | Venceu    | [ 3 ] [ 4 ] |
| 2016 | Prémios Mestre Mateo                               | Melhor canção original                     | Nico Casal                                                                 | Venceu    | [ 3 ] [ 4 ] |
| 2016 | Prémios Mestre Mateo                               | Melhor som                                 | Juan Gay, Diego Staub e Miguel Barbosa                                     | Venceu    | [ 3 ] [ 4 ] |
| 2016 | Prémios Mestre Mateo                               | Melhor realização                          | Nely Reguera                                                               | Indicado  | [ 3 ] [ 4 ] |
| 2016 | Prémios Mestre Mateo                               | Melhor atriz secundária                    | María Vázquez                                                              | Indicado  | [ 3 ] [ 4 ] |
| 2016 | Prémios Mestre Mateo                               | Melhor direção de produção                 | Sergio Frade                                                               | Indicado  | [ 3 ] [ 4 ] |
| 2016 | Prémios Mestre Mateo                               | Melhor direção artística                   | Andrea Pozo                                                                | Indicado  | [ 3 ] [ 4 ] |
| 2016 | Prémios Mestre Mateo                               | Melhor edição                              | Aina Calleja                                                               | Indicado  | [ 3 ] [ 4 ] |
| 2016 | Prémios Mestre Mateo                               | Melhor direção de fotografia               | Aitor Echeverría                                                           | Indicado  | [ 3 ] [ 4 ] |
| 2016 | Prémios Mestre Mateo                               | Melhor maquilhagem e penteado              | Susana Veira e Beatriz Antelo                                              | Indicado  | [ 3 ] [ 4 ] |
| 2016 | Prémios Mestre Mateo                               | Melhor desenho de vestiário                | Aránzazu Domínguez                                                         | Indicado  | [ 3 ] [ 4 ] |
| 2016 | Prémios Fotogramas de Prata                        | Melhor atriz de cinema                     | Bárbara Lennie                                                             | Indicado  | [ 5 ]       |
| 2016 | Medalhas do Círculo de Escritores Cinematográficos | Melhor atriz                               | Bárbara Lennie                                                             | Indicado  | [ 6 ]       |
| 2016 | Medalhas do Círculo de Escritores Cinematográficos | Melhor realizadora revelação               | Nely Reguera                                                               | Indicado  | [ 6 ]       |
| 2017 | Prémios Goya                                       | Melhor realizadora principiante            | Nely Reguera                                                               | Indicado  | [ 7 ]       |
| 2017 | Prémios Goya                                       | Melhor atriz                               | Bárbara Lennie                                                             | Indicado  | [ 7 ]       |
| 2017 | Prémios Feroz                                      | Melhor atriz                               | Bárbara Lennie                                                             | Venceu    | [ 8 ] [ 9 ] |
| 2017 | Prémios Feroz                                      | Melhor filme de comédia                    | María (e os demais)                                                        | Indicado  | [ 8 ] [ 9 ] |
| 2017 | Prémio Ibero-Americano de Cinema Fénix             | Melhor interpretação feminina              | Bárbara Lennie                                                             | Indicado  | [ 10 ]      |
| 2017 | Festival de Cinema de Miami                        | Prémio HBO de melhor filme ibero-americano | María (e os demais)                                                        | Venceu    | [ 11 ]      |
| 2017 | Prémios Turia                                      | Melhor primeira obra                       | María (e os demais)                                                        | Venceu    | [ 12 ]      |
| 2017 | Prémios Cinematográficos José María Forqué         | Melhor interpretação feminina              | Bárbara Lennie                                                             | Indicado  | [ 13 ]      |
| 2017 | Academia do Cinema Catalão                         | Prémio Pepón Coromina                      | Nely Reguera                                                               | Venceu    | [ 14 ]      |